# 한스 킬리안
한스 킬리안(독일어: Hans Kilian, 1905년 5월 2일 - 1981년 4월 17일)은 독일 봅슬레이 선수였다. 1920년대 말에서 1930년대 말까지 선수로 활동한 그는 1928년 동계 올림픽과 1932년 동계 올림픽에서 각각 한 개씩 모두 두 개의 동메달을 땄다.

## 참고 자료
- Bobsleigh four-man Olympic medalists for 1924, 1932-56, and since 1964
- Bobsleigh five-man Olympic medalists for 1928
- Bobsleigh two-man world championship medalists since 1931
- Bobsleigh four-man world championship medalists since 1930
- DatabaseOlympics.com profile